# Arnold Adolf Bentinck
Arnolf Adolf Bentinck van Nijenhuis (Heino, 17 aprile 1798 – Londra, 2 marzo 1868) è stato un diplomatico olandese.

## Biografia
Arnold Adolf nacque a Heino, figlio di Adolf Carel Bentinck van Nijenhuis.
Intraprese successivamente gli studi universitari a Leida ove si laureò in diritto moderno e romano, entrando quindi a far parte del corpo diplomatico dei Paesi Bassi.
Bentinck van Nijenhuis prestò servizio servito come diplomatico e ambasciatore a Bruxelles e, dopo le dimissioni di Gerrit Schimmelpenninck, fu per breve tempo Ministro degli Affari Esteri del regno nel 1848.
Successivamente divenne ambasciatore olandese a Londra ove nel 1867 presenziò alla firma del Trattato di Londra. Con questo documento il sovrano olandese riuscì ad annettere il Granducato di Lussemburgo ed il Ducato di Limburg in unione personale al Regno dei Paesi Bassi, situazione che venne mantenuta inalterata sino al 1919.
Morì a Londra il 2 marzo 1868.